# رواناب کشاورزی

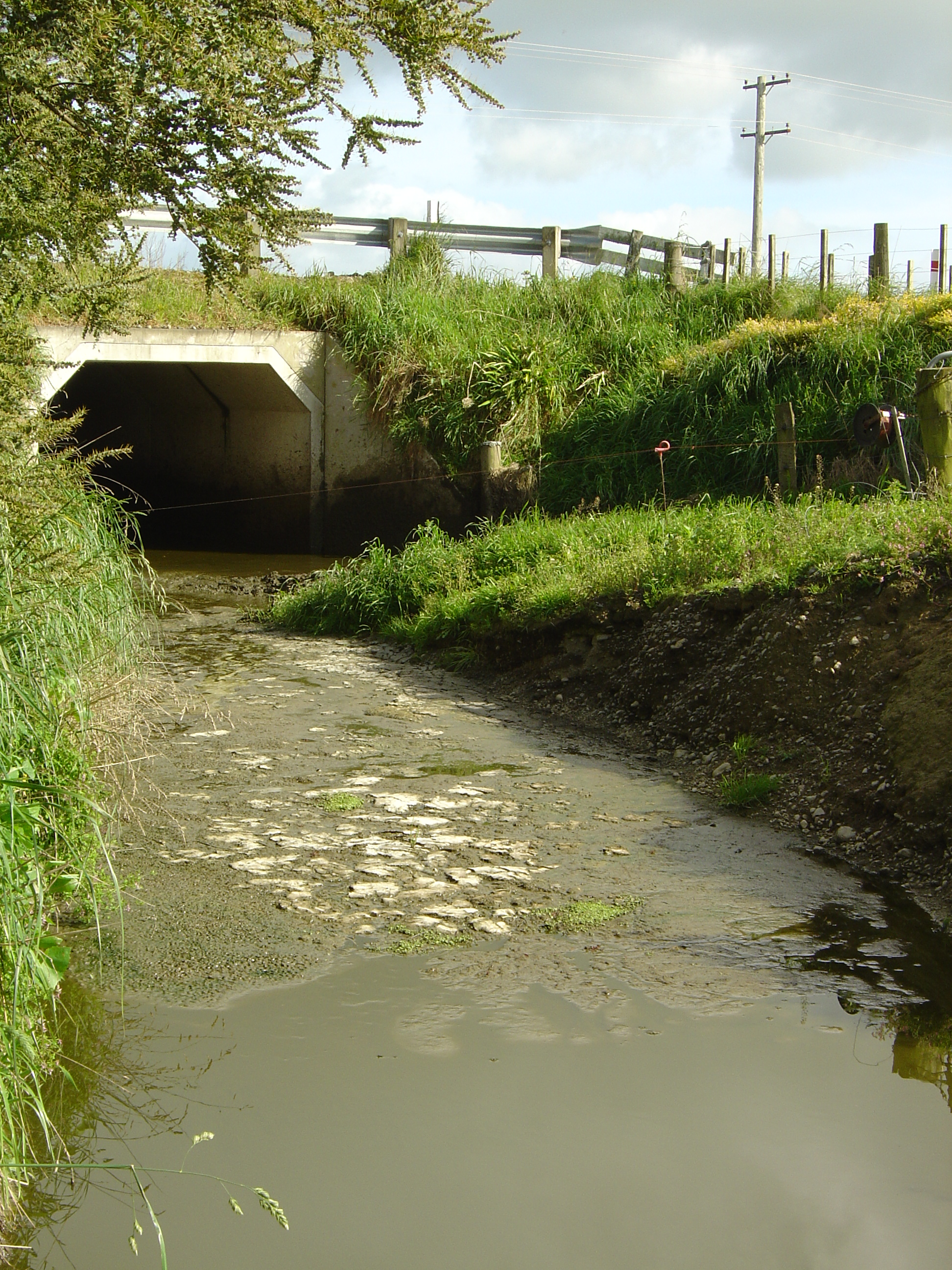
رواناب کشاورزی در وایراراپا

رواناب کشاورزی (انگلیسی: Agricultural pollution) بازمانده جانبی مواد حیاتی به همراه اجزای غیرزنده حاصل از کشاورزی است که منجر به آلودگی یا تخریب محیط زیست و اکوسیستم‌های پیرامون آن می‌گردد.

## نگارخانه

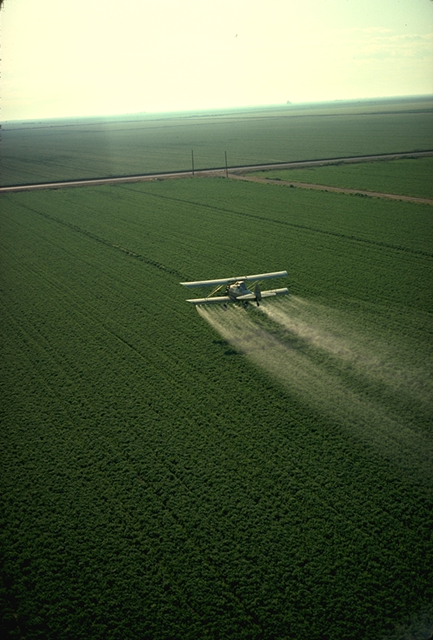
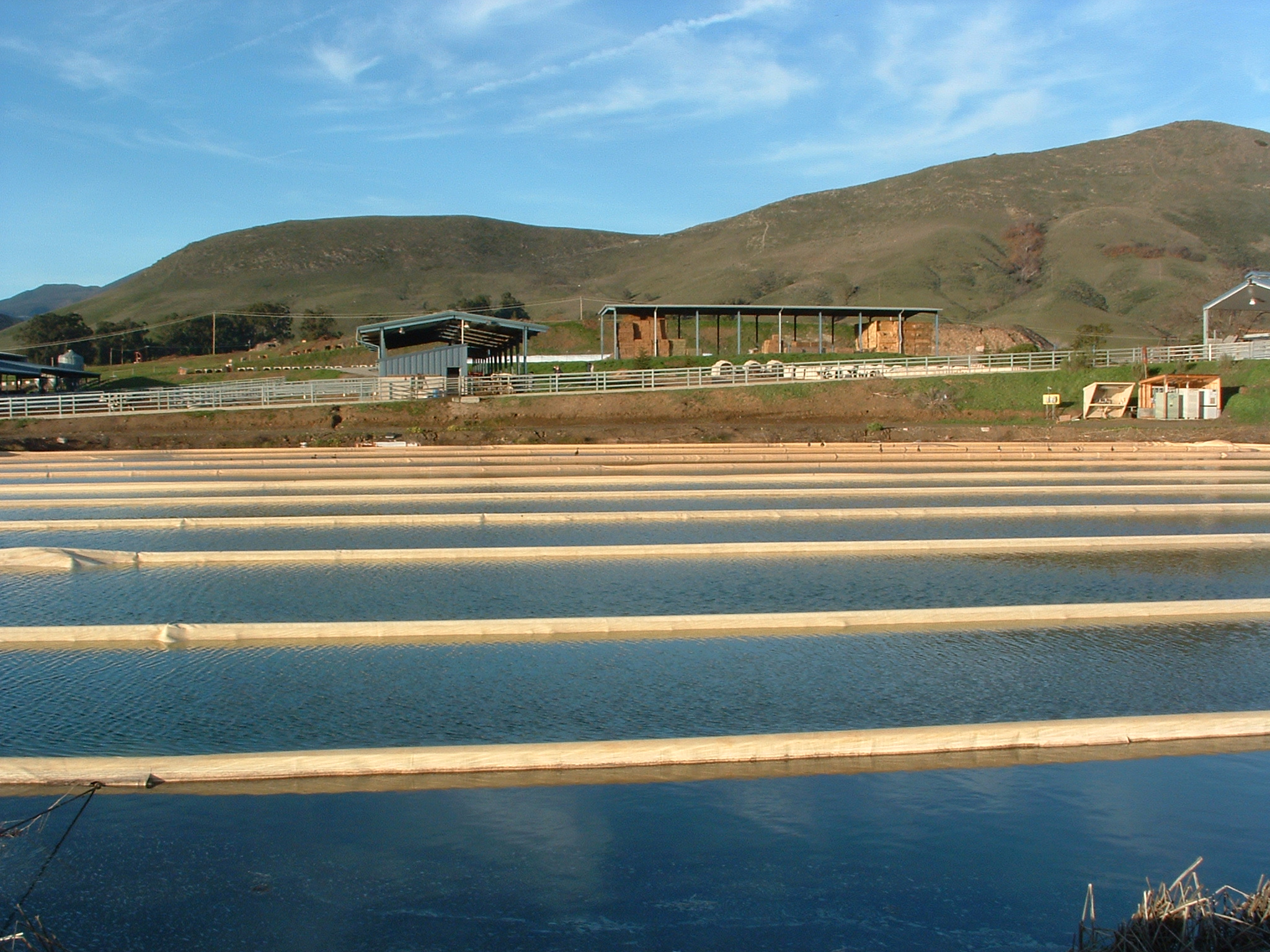
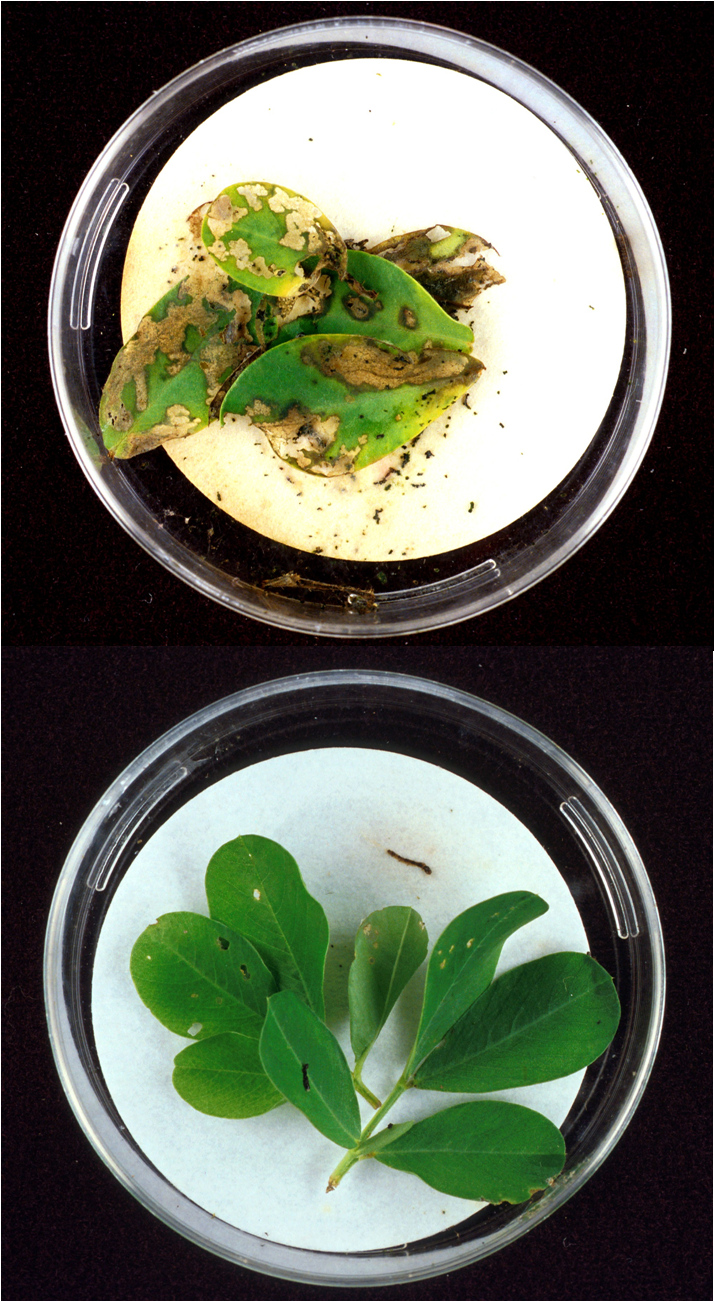
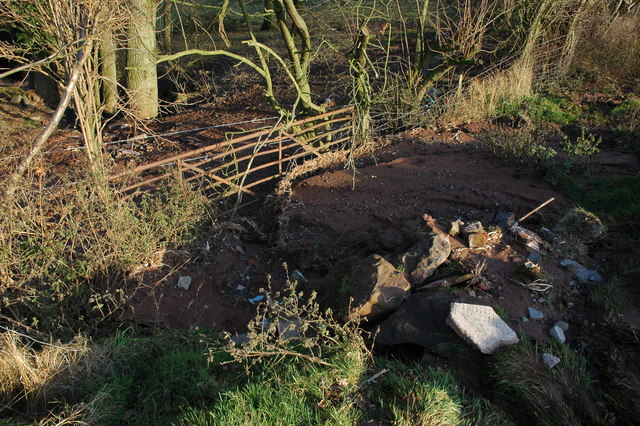